# Cimljansk
Cimljansk (rusky Цимлянск) je město v Rostovské oblasti v Ruské federaci. Při sčítání lidu v roce 2010 měl přes patnáct tisíc obyvatel.

## Poloha a doprava
Cimljansk leží na pravém břehu Cimljanské přehradní nádrže na Donu. Jižně od města je hráz přehrady s Cimljanskou vodní elektrárnou. Od Rostova na Donu je Cimljansk vzdálen přibližně 240 kilometrů severovýchodně.
Nejbližší železniční stanice je ve Volgodonsku na druhé straně přehrady, přičemž historicky trať pokračovala přes korunu hráze přes Cimljansk dál, ale tento úsek je od devadesátých let dvacátého století mimo provoz.

## Dějiny
V roce 1672 založili kozáci osídlení Usť-Cimla při ústí říčky Cimly do Donu. To bylo později známo jako stanice Cimlanskaja.
Lokalita původní stanice, kde žilo k roku 1939 zhruba 4,5 tisíce lidí, byla v roce 1948 zaplavena přehradou. Nové sídlo bylo založeno na umělém severním břehu. V roce 1952 bylo pod jménem Cimljansk povýšeno na sídlo městského typu. Od roku 1961 je městem.